# Айра Вілегас
Айра Вілегас (англ. Aira Villegas; 1 серпня 1995) — філіппінська боксерка, призерка Олімпійських ігор.

## Аматорська кар'єра
На Іграх Південно-Східної Азії 2019 завоювала бронзову медаль.
На чемпіонаті світу 2022 перемогла двох суперниць, а у чвертьфіналі програла Бусеназ Чакироглу (Туреччина).
На чемпіонаті світу 2023 програла в першому бою.
На Азійських іграх 2022, що через пандемію коронавірусної хвороби пройшли 2023 року, програла в першому бою.
На Олімпійських іграх 2024 стала бронзовою призеркою.
- В 1/16 фіналу перемогла Ясмін Мутакі (Марокко) — 5-0
- В 1/8 фіналу перемогла Румаїсу Буалам (Алжир) — 5-0
- У чвертьфіналі перемогла Вассілу Лхадірі (Франція) — 3-2
- У півфіналі програла Бусеназ Чакироглу (Туреччина) — 1-4